# Audi A6
Audi 100, с 1994 года Audi A6, — семейство спортивных автомобилей бизнес-класса, выпускающихся под маркой Audi, внутреннее обозначение — «тип C». Премьера Audi 100 состоялась в 1968 году, с августа 1994 года этот модельный ряд носит название А6.
В отличие от Audi 80/A4, где переименование совпало с выпуском новой модели, первый А6 представлял собой рестайлинговую версию последнего Audi 100.
Сегодня Audi A6 предлагается в четырехдверной версии с кузовом седан и в пятидверной версии Avant (универсал), ранее выпускались также двухдверные модели, купе и хетчбэк. Спортивная модификация А6 производится под наименованием Audi S6, а наиболее мощная версия A6 производится под наименованием RS6, что расшифровывается как "RennSport".

## Краткий обзор серий

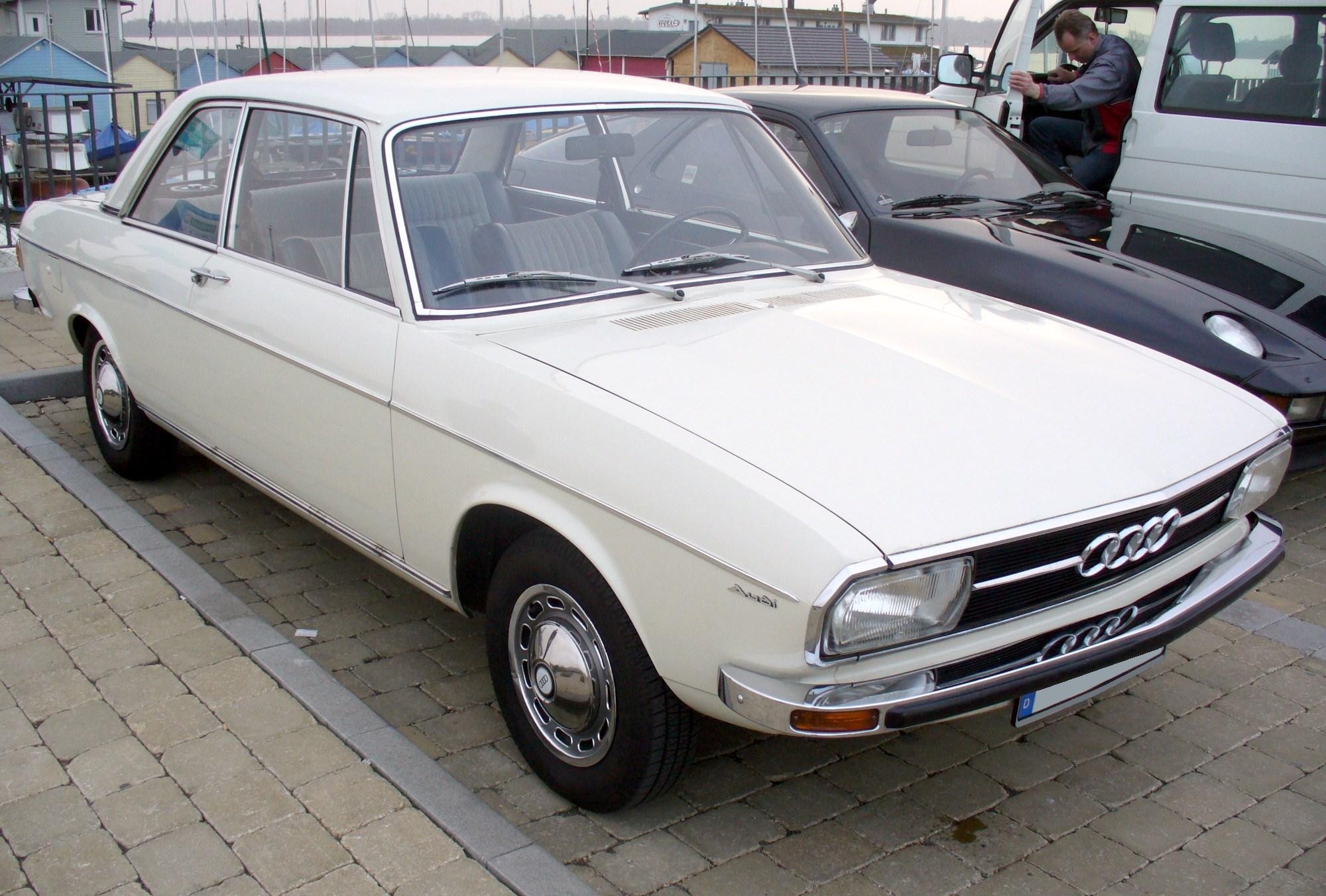
Audi 100 C1 USA: Audi Fox 1968–1976
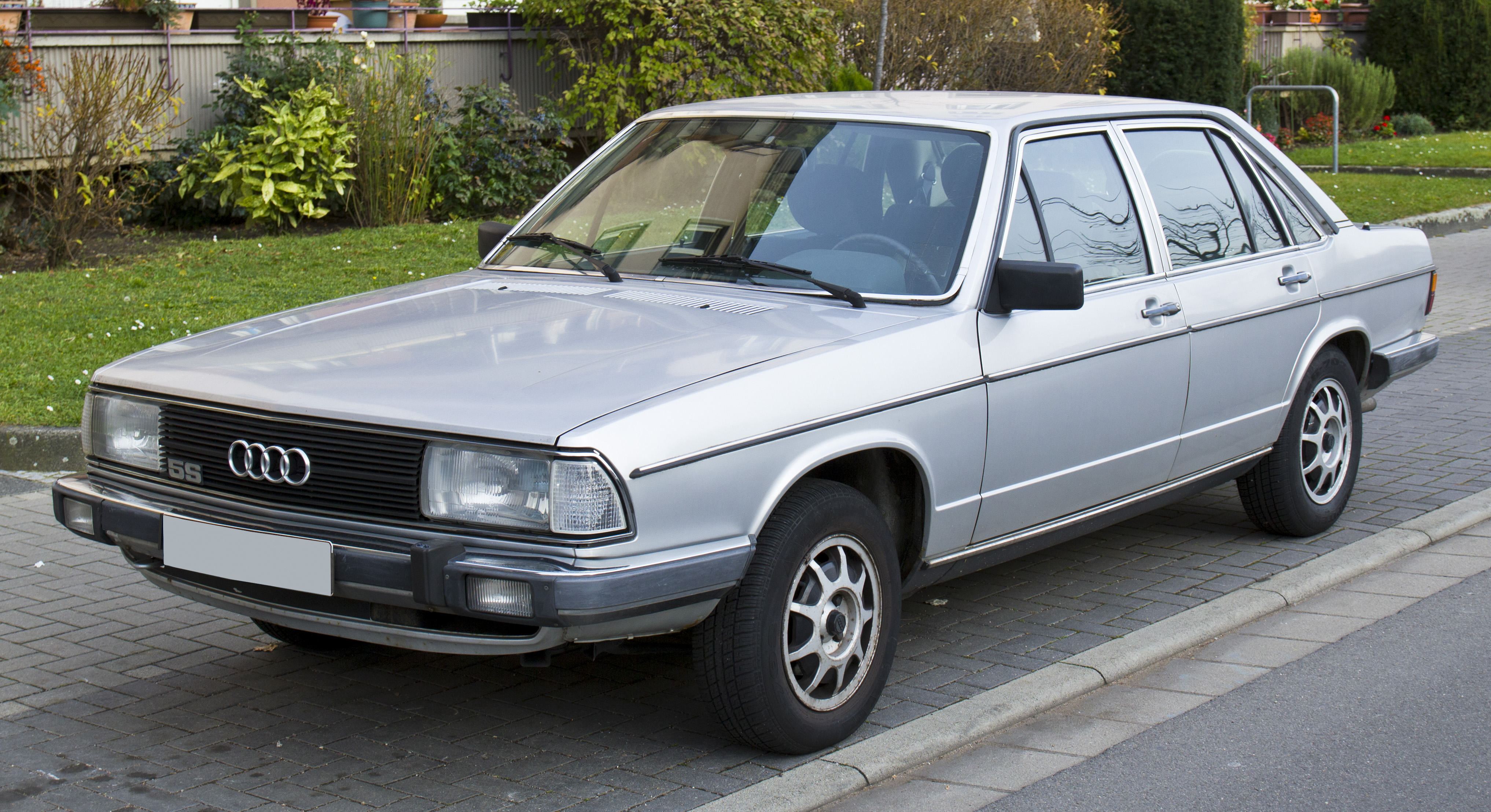
Audi 100 C2 USA: Audi 5000 1976–1982
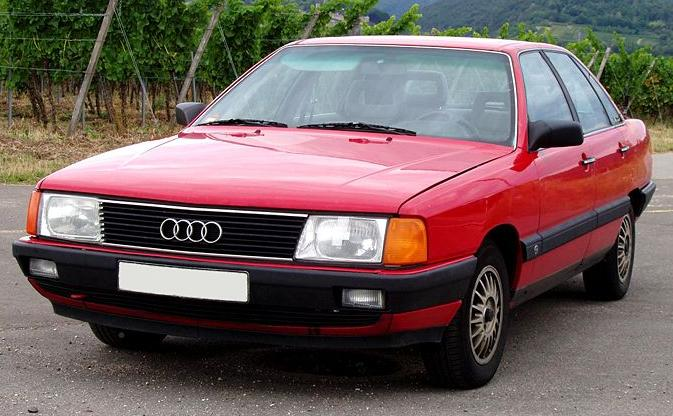
Audi 100 C3 USA: Audi 5000 1982–1991
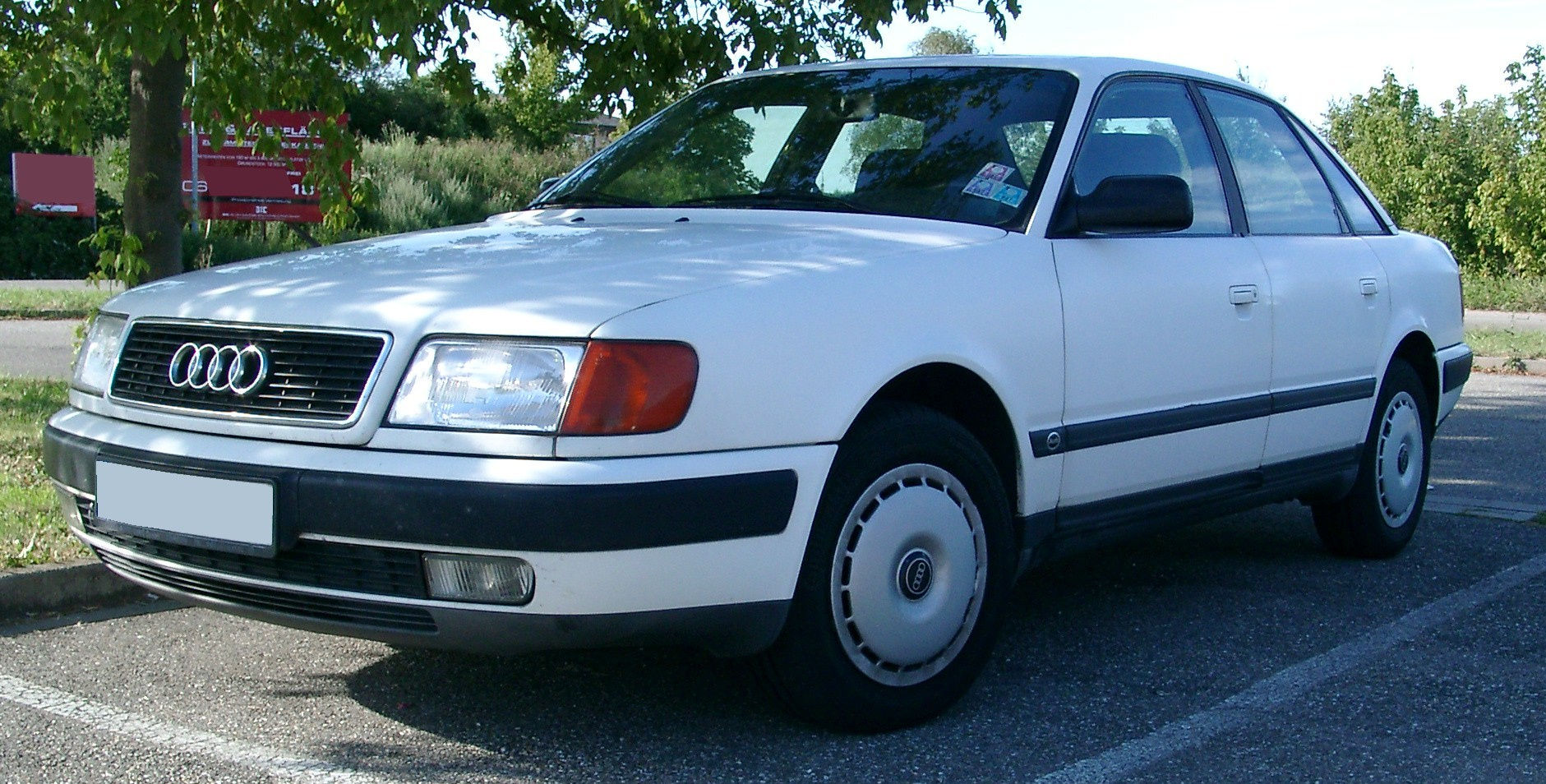
Audi 100 C4 1990–1994
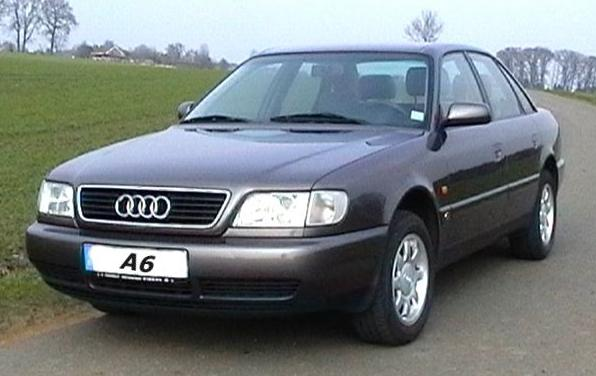
Audi A6 C4 1994–1997
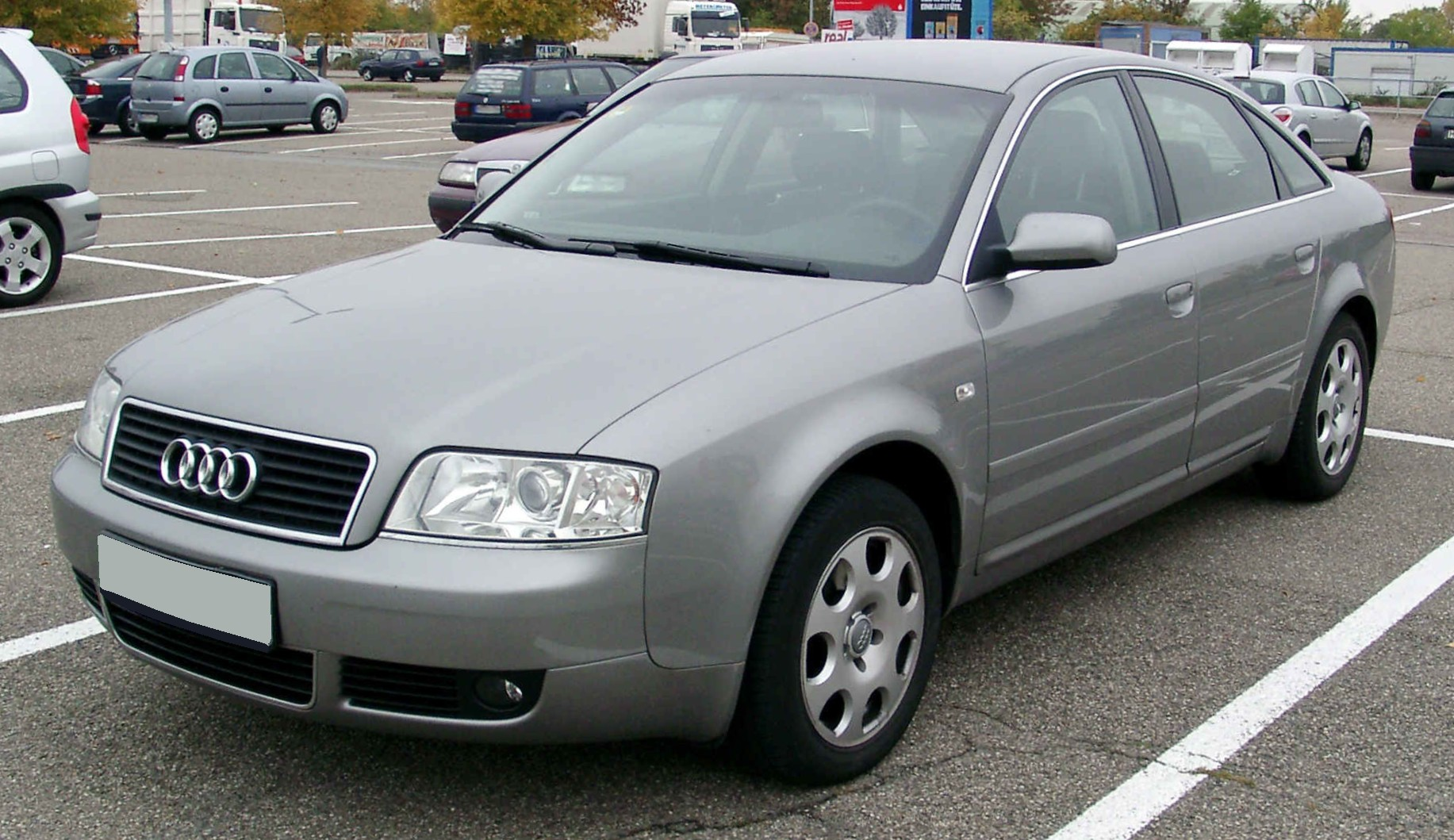
Audi A6 C5 1997–2004
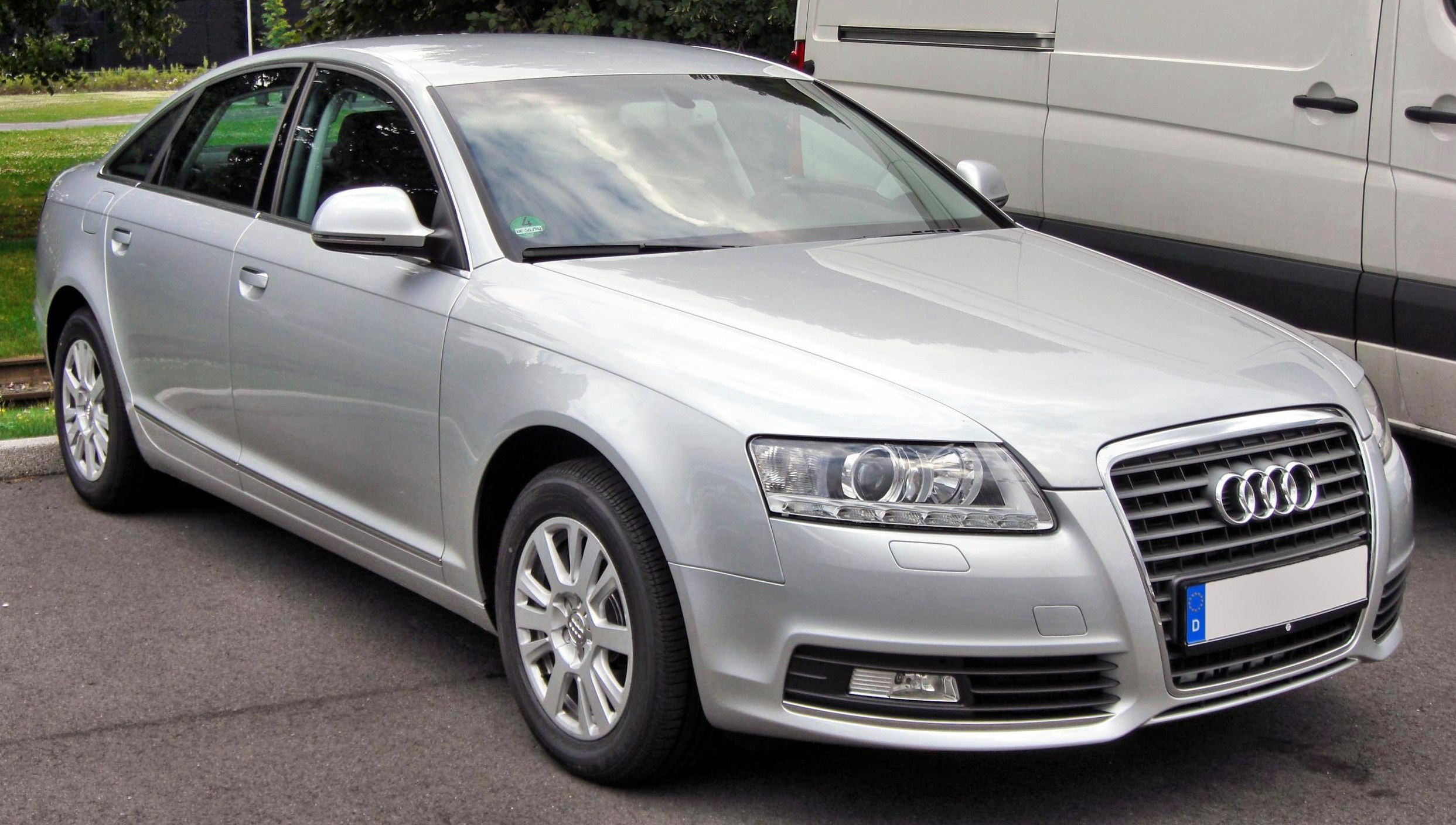
Audi A6 C6 2004–2011
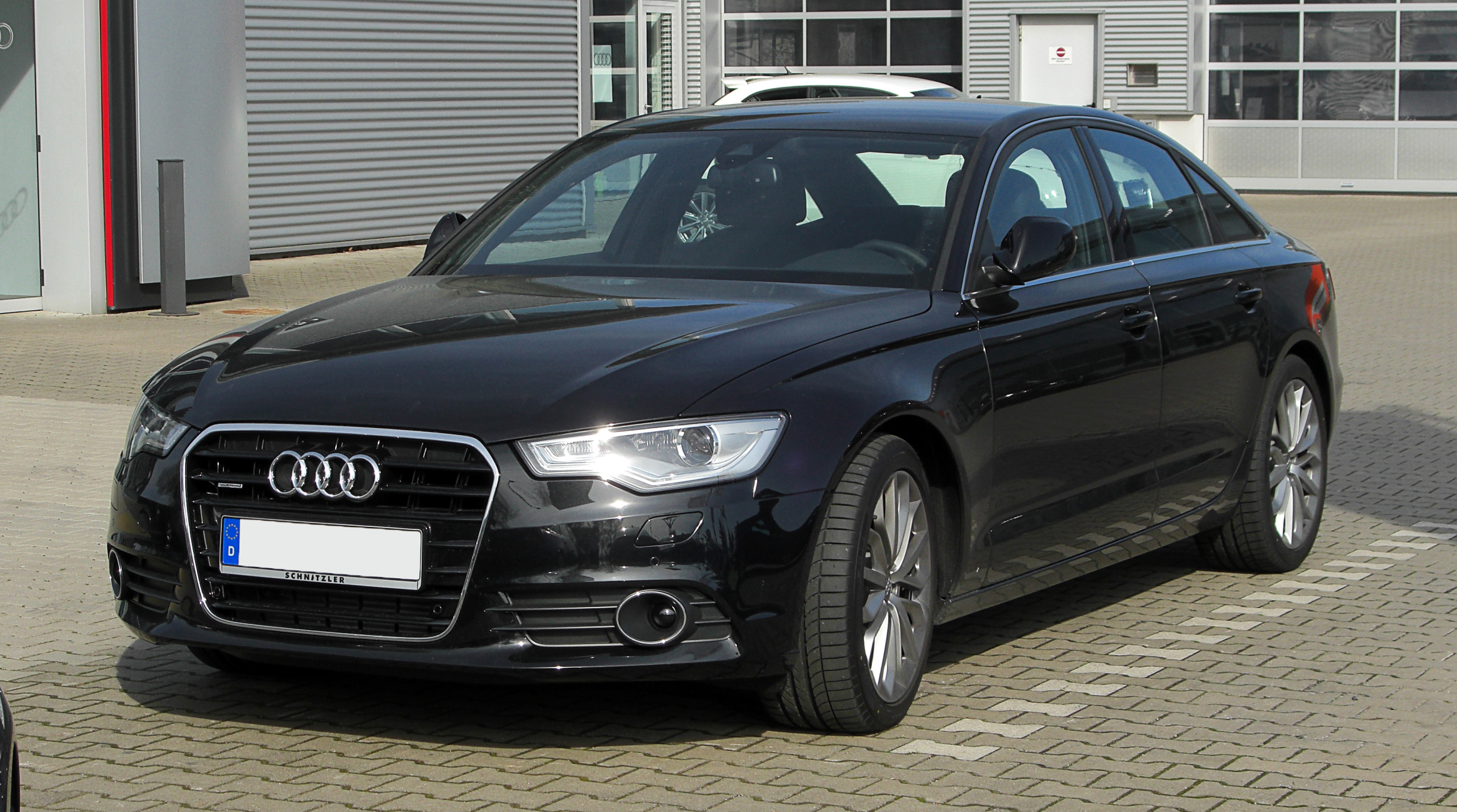
Audi A6 (C7) 2011–2017
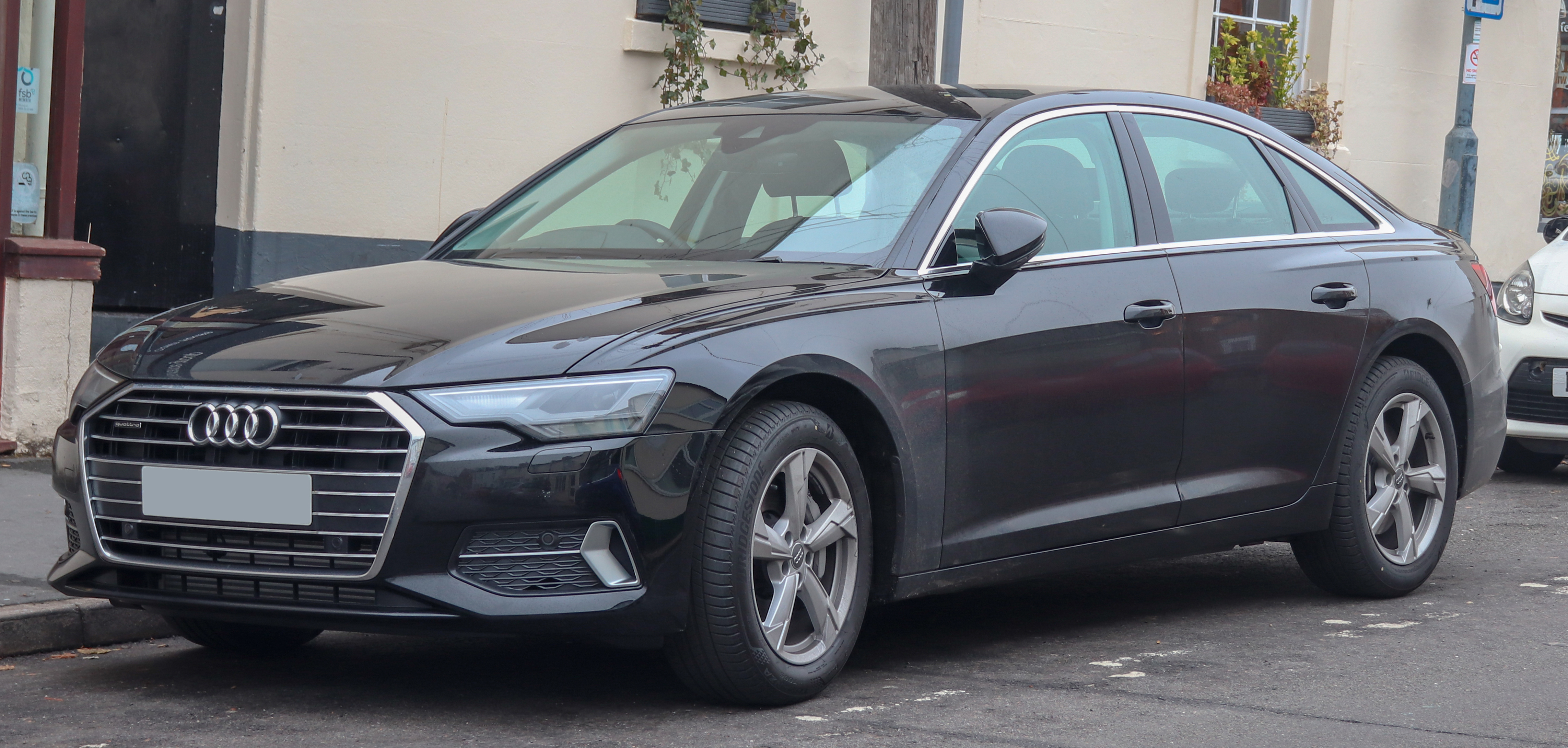
Audi A6 (C8) 2018-2025
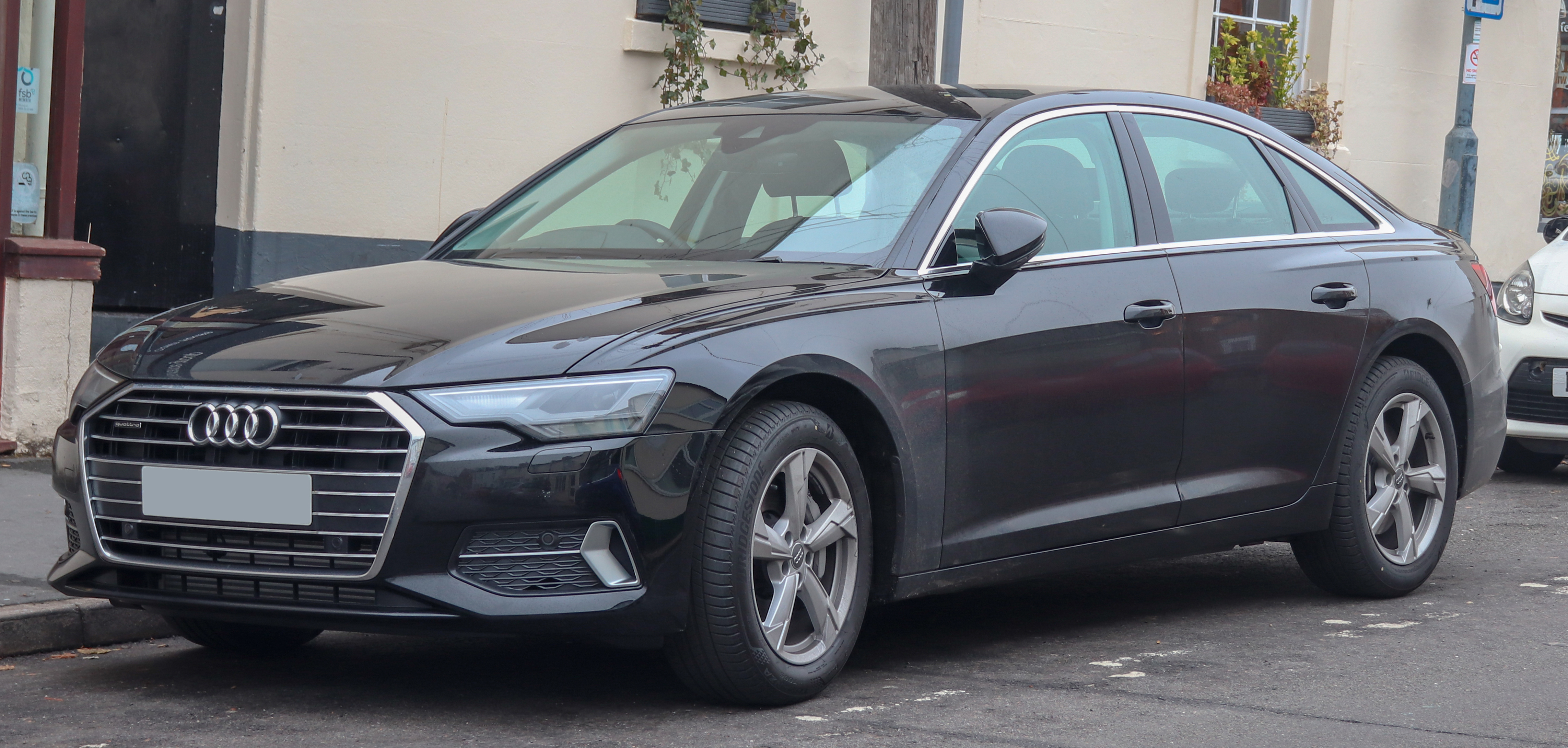
Audi A6 (C9) с 2025

## Первое поколение (Audi 100)
Первое поколение Audi 100 (1968—1994) — C1. С 1970 года Audi 100 стал также выпускаться с кузовом купе.

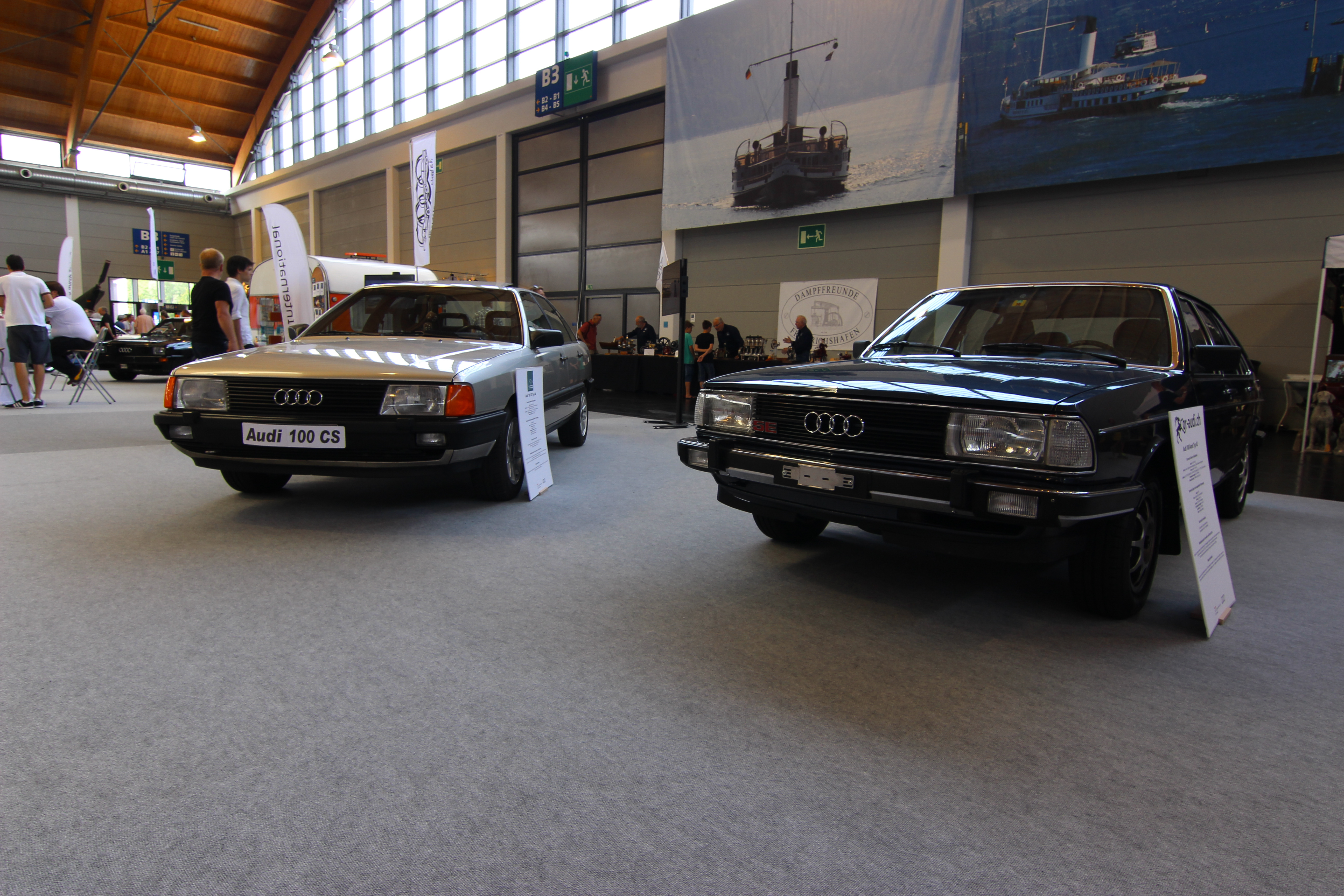
Audi 100 в кузове C2 и C3

С началом выпуска платформы C2 в 1977 году появился универсал, получивший название Avant, а после перехода на платформу C3 Avant действительно стал универсалом, хотя и с относительно низко опускающейся линией крыши. Из-за этого объём его багажного отсека был несколько меньше, чем у традиционных универсалов. «Настоящим» универсалом Avant стал лишь с появлением платформы С4.
В 1982 году Audi 100 С3 установил мировой рекорд в области аэродинамики. Его коэффициент аэродинамического сопротивления (cх) 0,30 привлёк внимание специализированных изданий. Вместе с тем, из-за установленных под сильным наклоном стекол, инженерам пришлось решать новую проблему — нагрев салона.
В начале 1990 года состоялась премьера последнего поколения Audi 100, получившего внутреннее обозначение С4. После рестайлинга 1994 года эта модель называется А6.

## Второе поколение (A6)
Переименование серии в A6/S6 в 1994 году завершило эру успеха Audi 100. На смену пришла новая стратегия обозначения моделей «Audi A(x)». Логика, использовавшаяся с появлением Audi F103, в соответствии с которой модели Audi назывались по мощности двигателя в лошадиных силах (от Audi 60 до Audi 90), перестала соблюдаться уже с выходом в свет платформы C1. В соответствии с новым обозначением, первым Audi A6 стал «рестайлинговый» Audi 100 C4, выпускавшийся как Audi A6 C4 вплоть по 1997 год

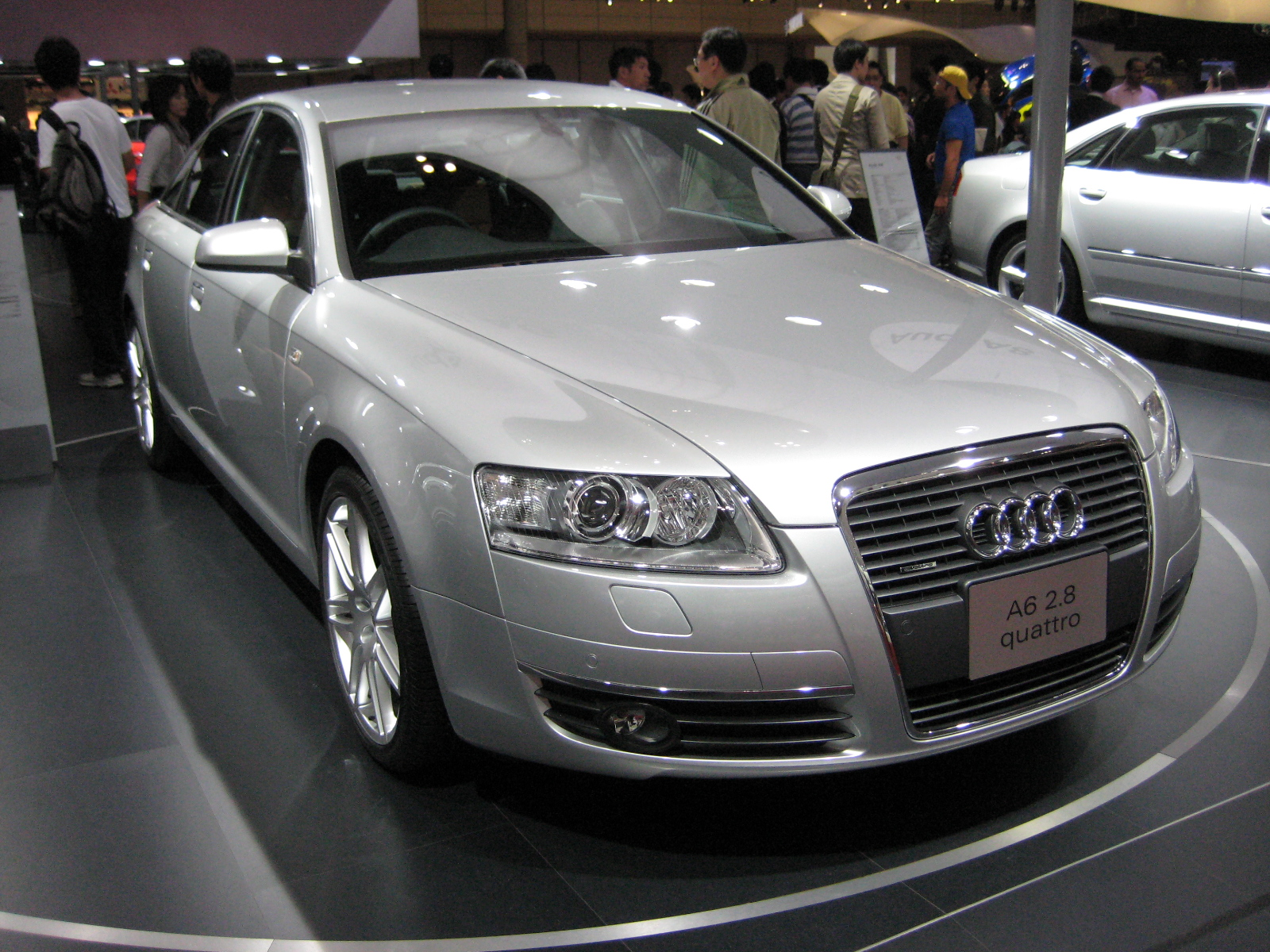
Audi A6 (C6) на выставке в Токио.

В 2005 году седан серии C6 получил на Женевском автосалоне премию «Автомобиль № 1 в Европе». Кроме того, Audi A6 был назван читателями специализированного издания Auto, Motor und Sport лучшим автомобилем 2005 года в своем классе, а также получил премию немецкого автомобильного клуба ADAC «Желтый ангел — 2005». Как следствие, выросли и объемы продаж.

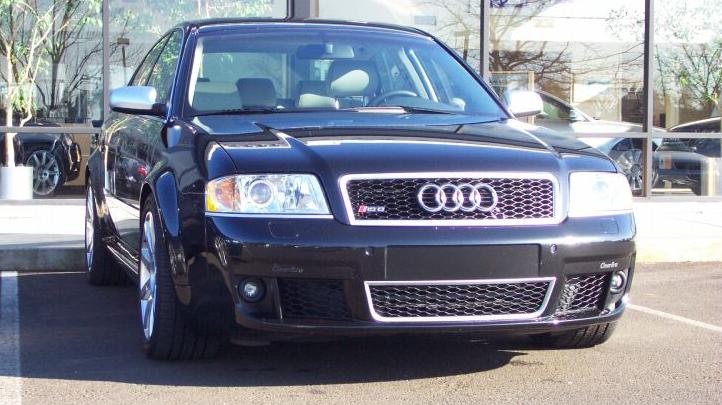
Audi RS6 (C5).

В 2005 году Audi A6 положил конец 30-летнему господству Mercedes в бизнес-классе на немецком рынке. Audi A6 с небольшим отрывом опередил E-класс и BMW 5-й серии, поднявшись на первую строчку в рейтинге. В 2006 году он укрепил свои лидирующие позиции дальнейшим ростом объема продаж. В последующие годы лидером снова стал Mercedes Е-класса. На протяжении 2005 года Audi A6 был наиболее продаваемой моделью бизнес-класса и в Европе.

## A6 Allroad Quattro
Версия Audi A6 с повышенной проходимостью за счет регулируемого дорожного просвета с помощью пневматической подвески.

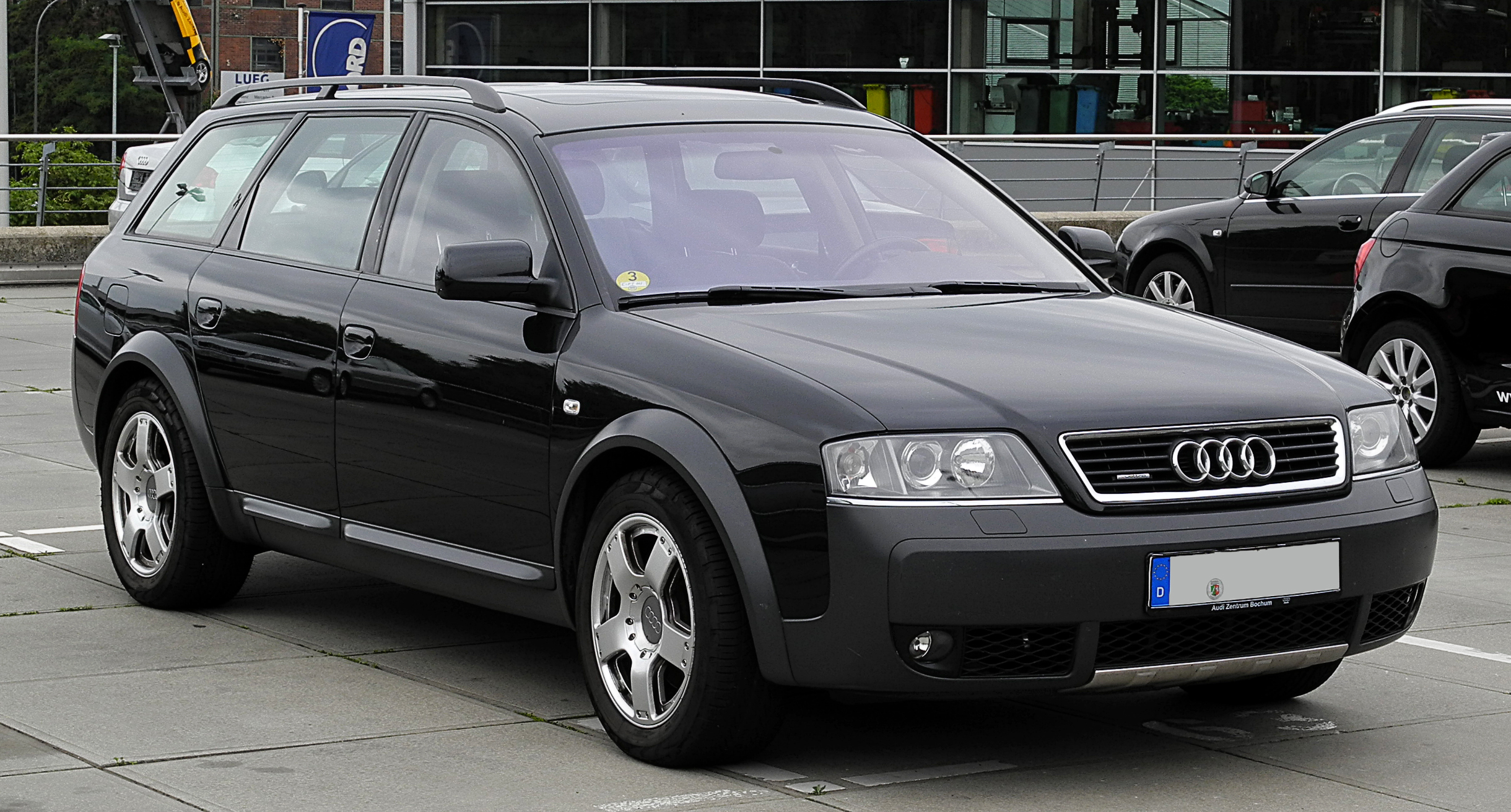
A6 Allroad Quattro C5 1999 — 2005
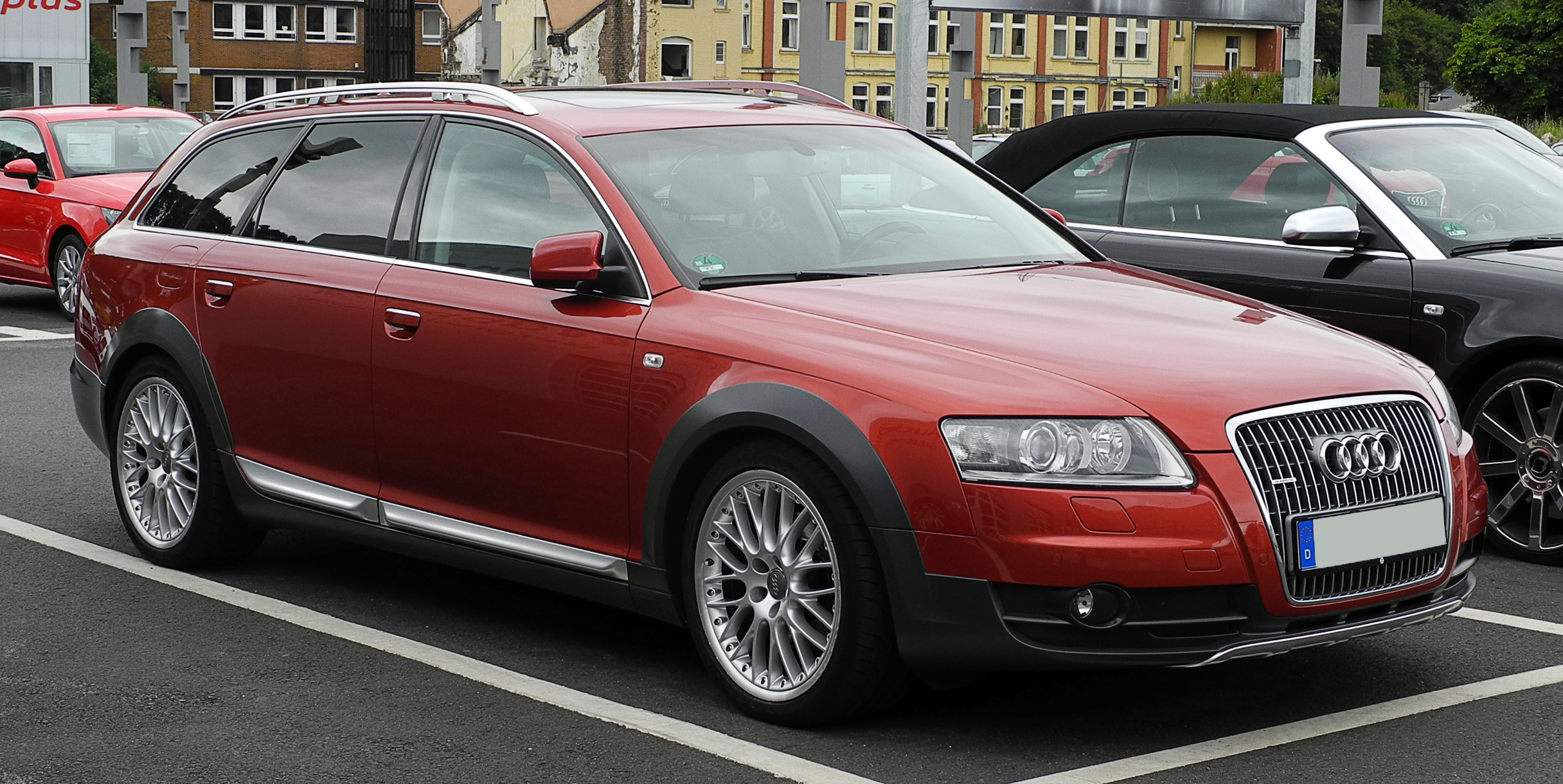
A6 Allroad Quattro C6 2006 — 2011
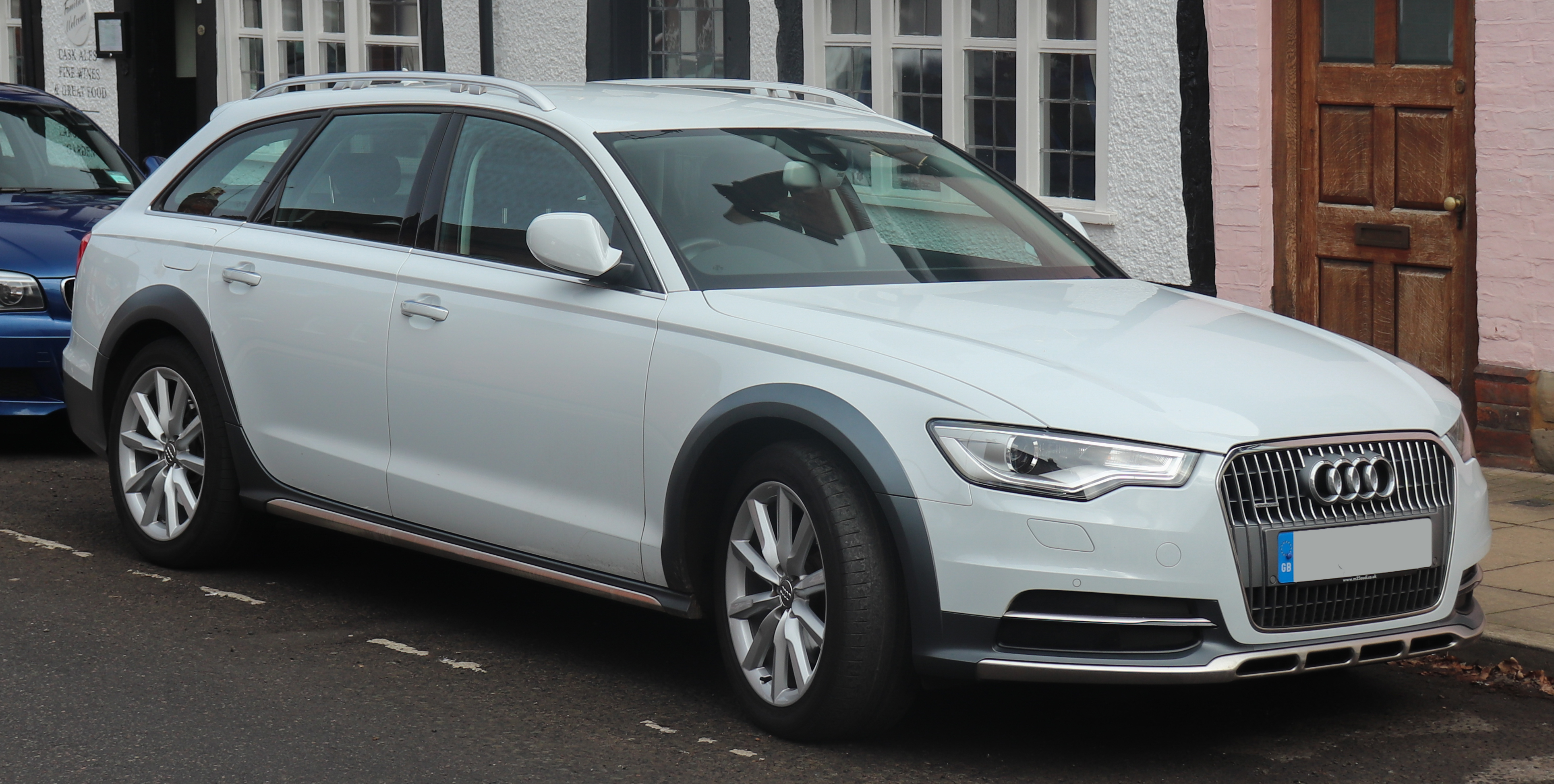
A6 Allroad Quattro C7 2012 — 2018
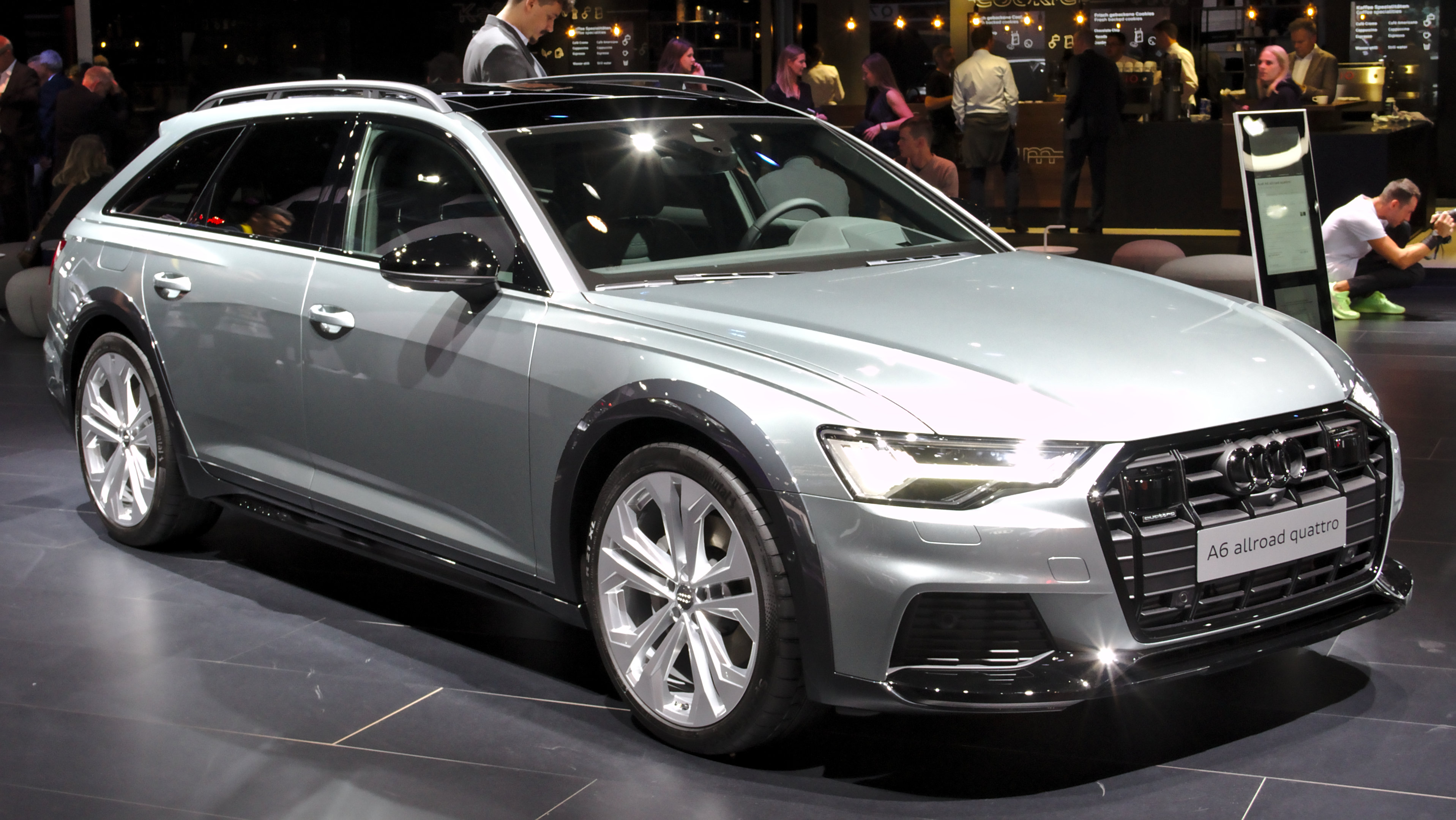
A6 Allroad Quattro C8 2019 — ...

## S6
Спортивная версия с высокими динамическими характеристиками.
(см. S-серия). Выпускается в двух типах кузова, седан и Avant (универсал).

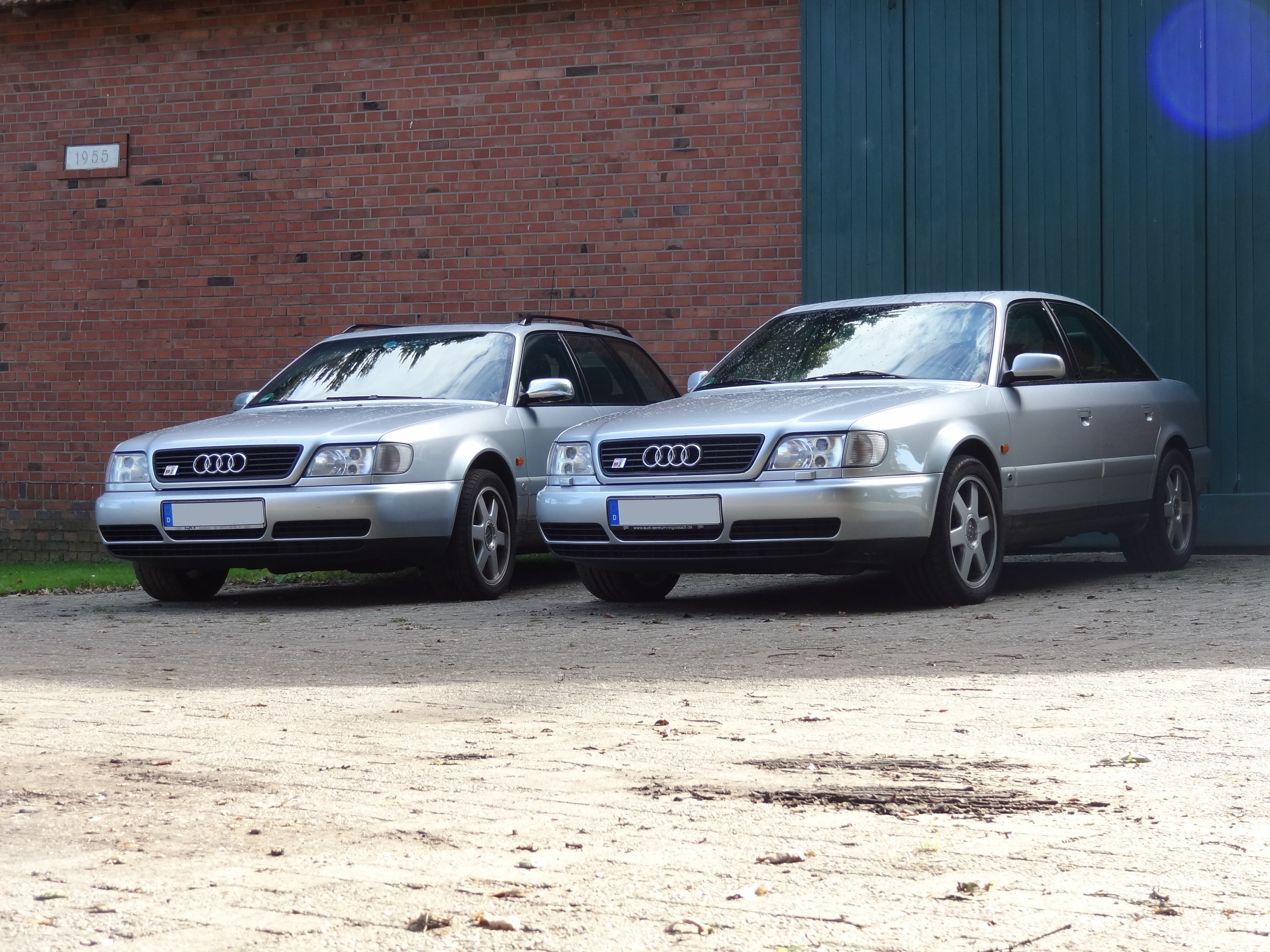
S6 C4 1995 — 1997
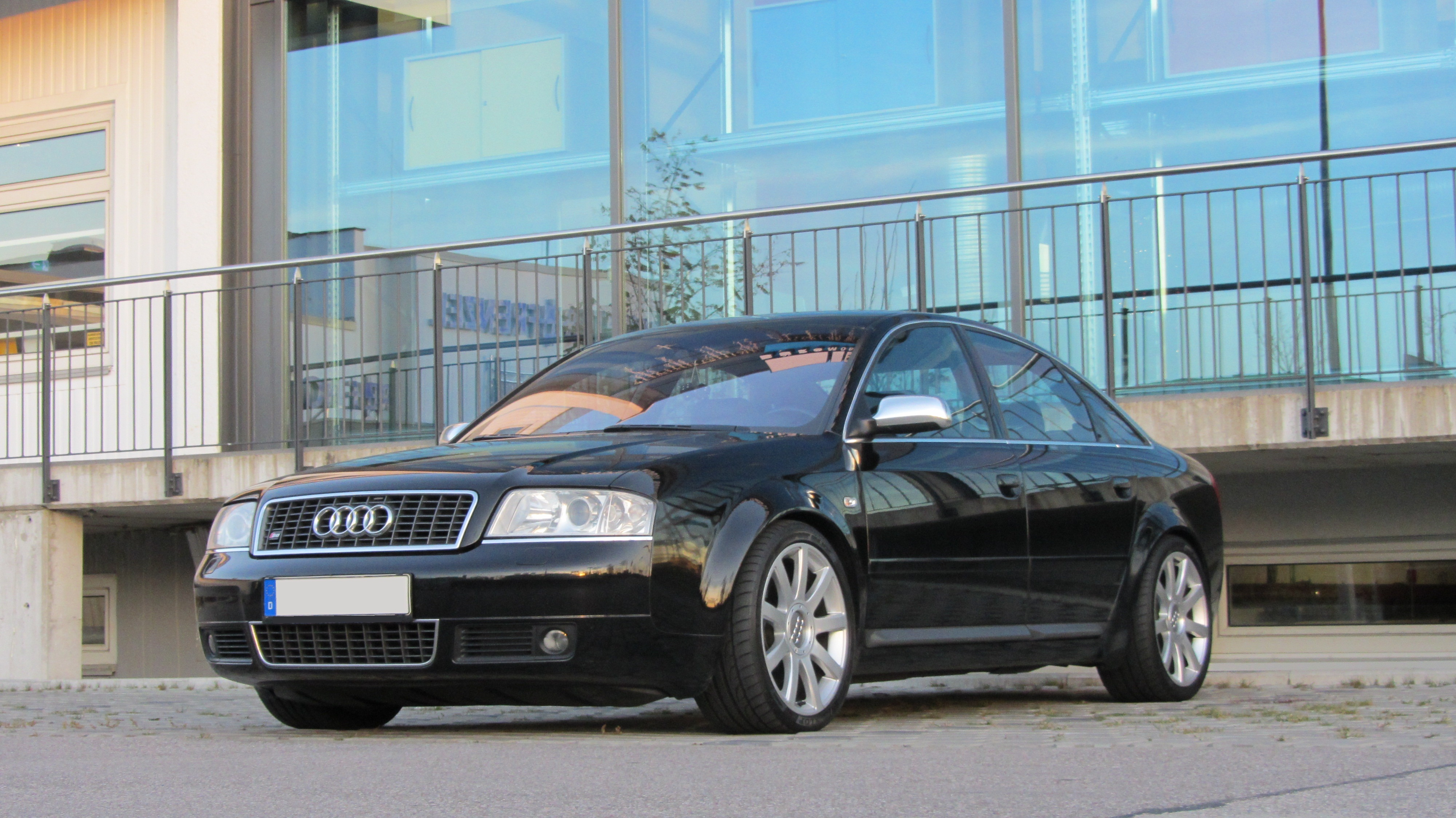
S6 C5 1999 — 2004
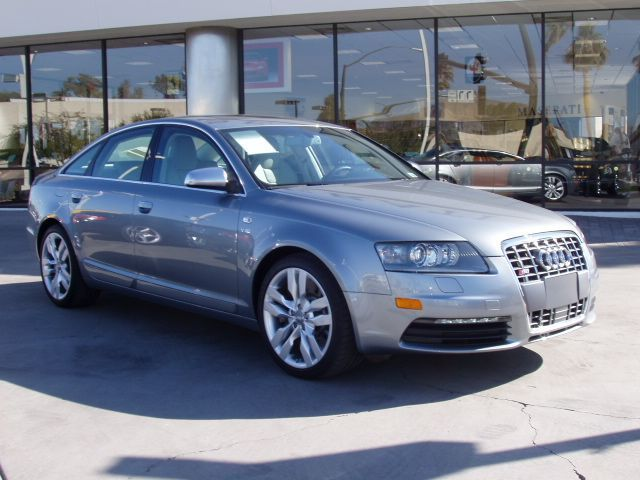
S6 C6 2006 — 2011
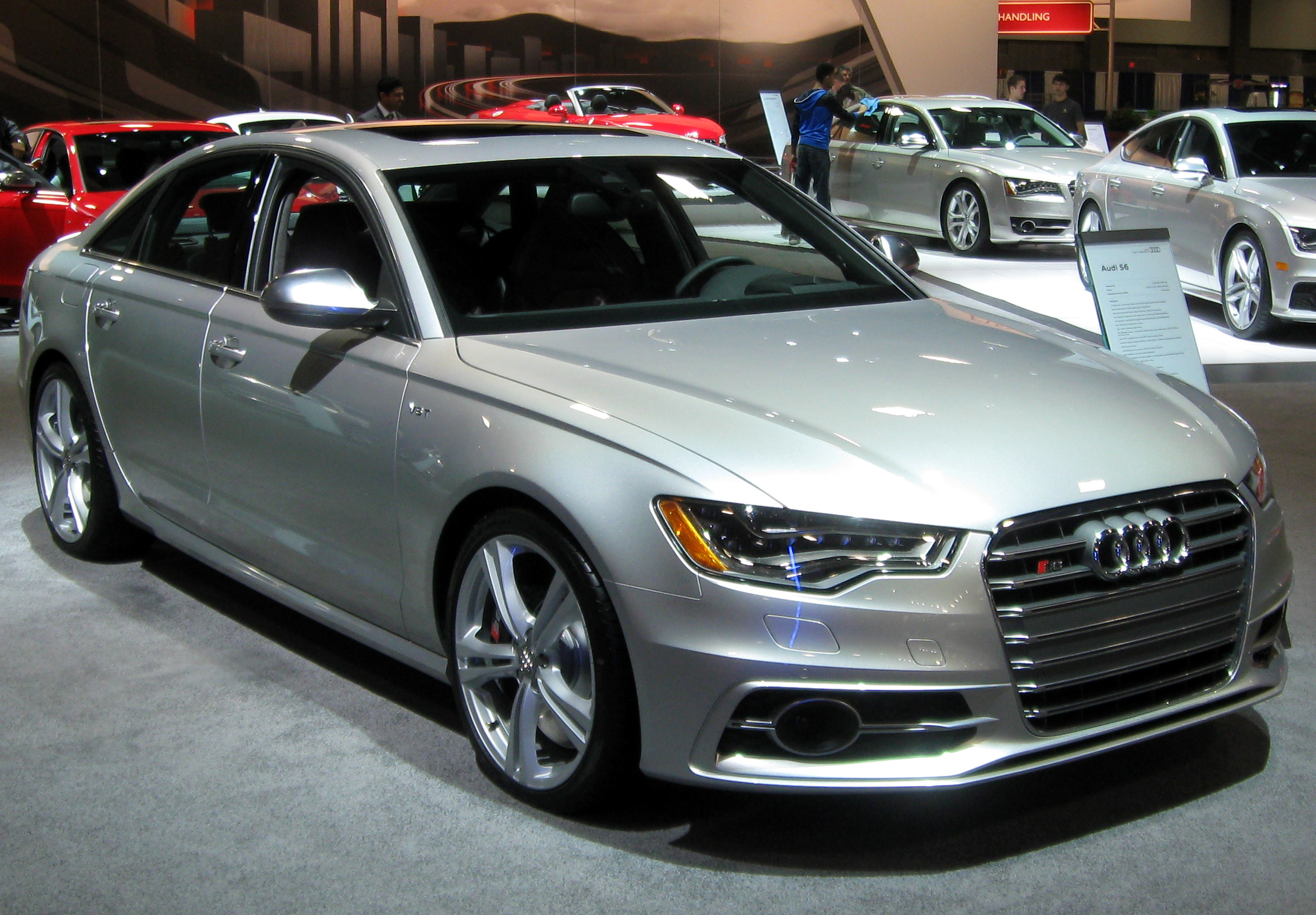
S6 C7 2013 — 2018
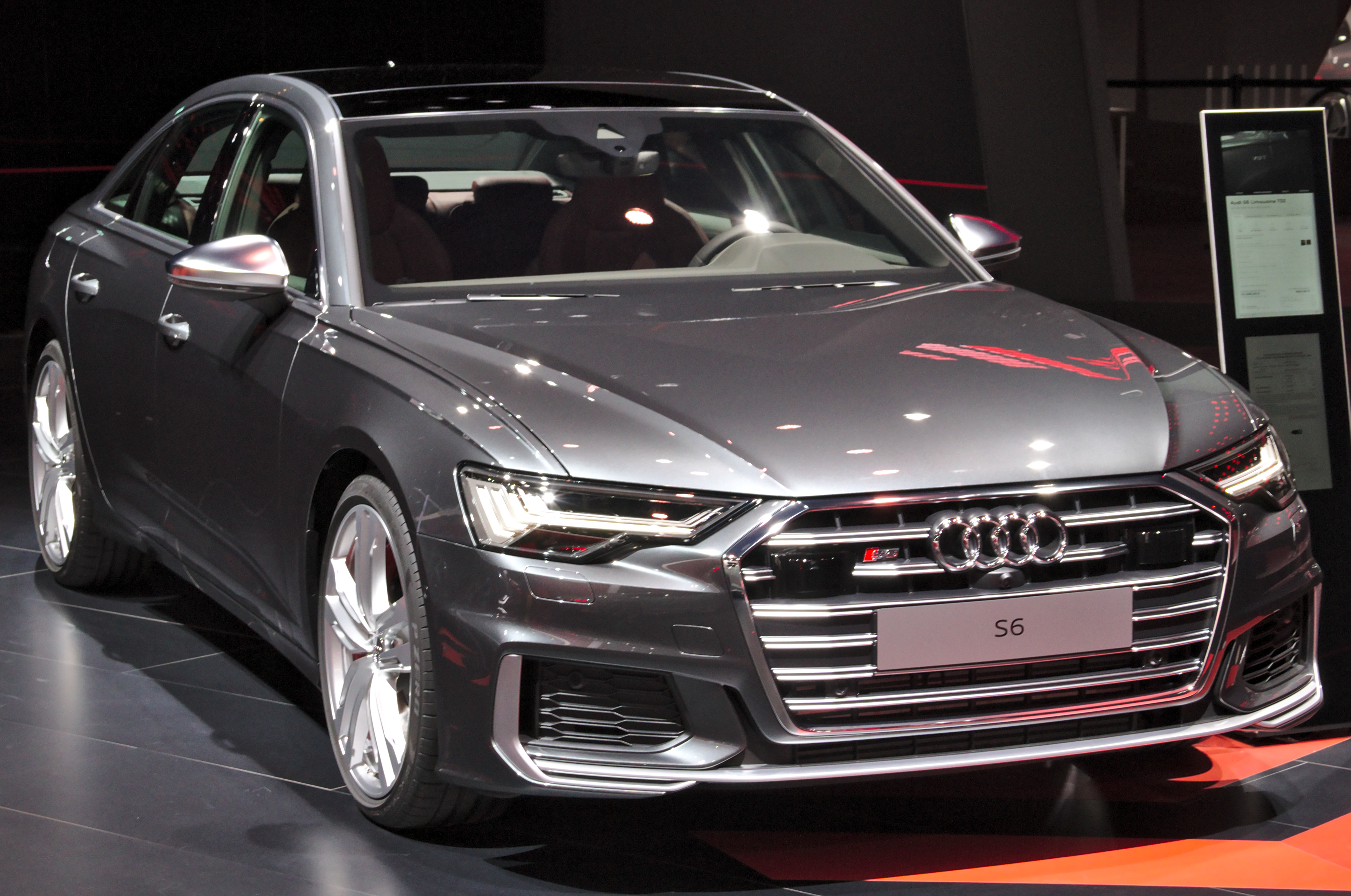
S6 C8 2019 — ...

## RS 6
Спортивная версия еще более мощная чем S6. По характеристикам сравнимая с классом суперкаров. (см. RS-серия)

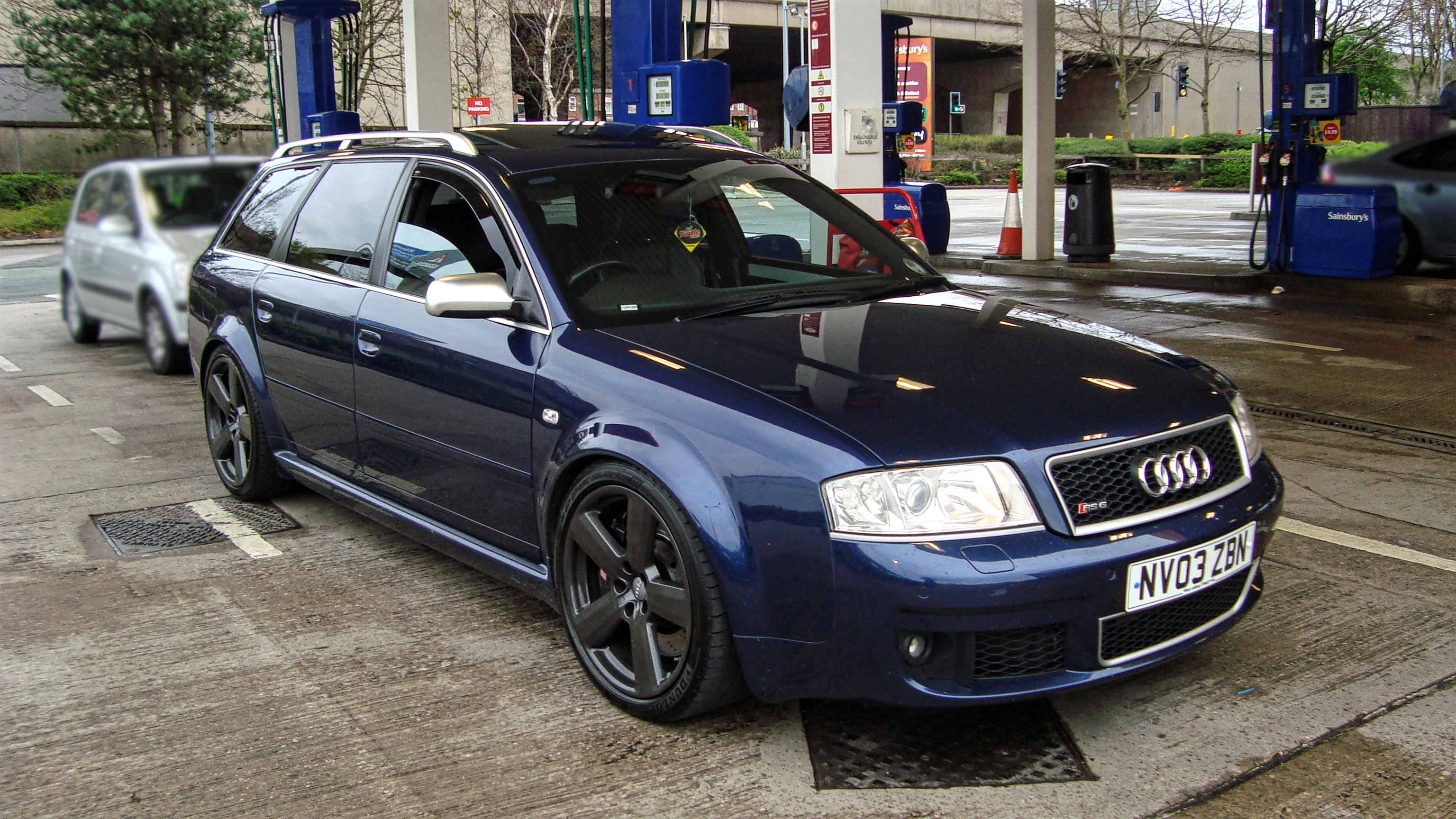
RS 6 Avant C5 2002 — 2004
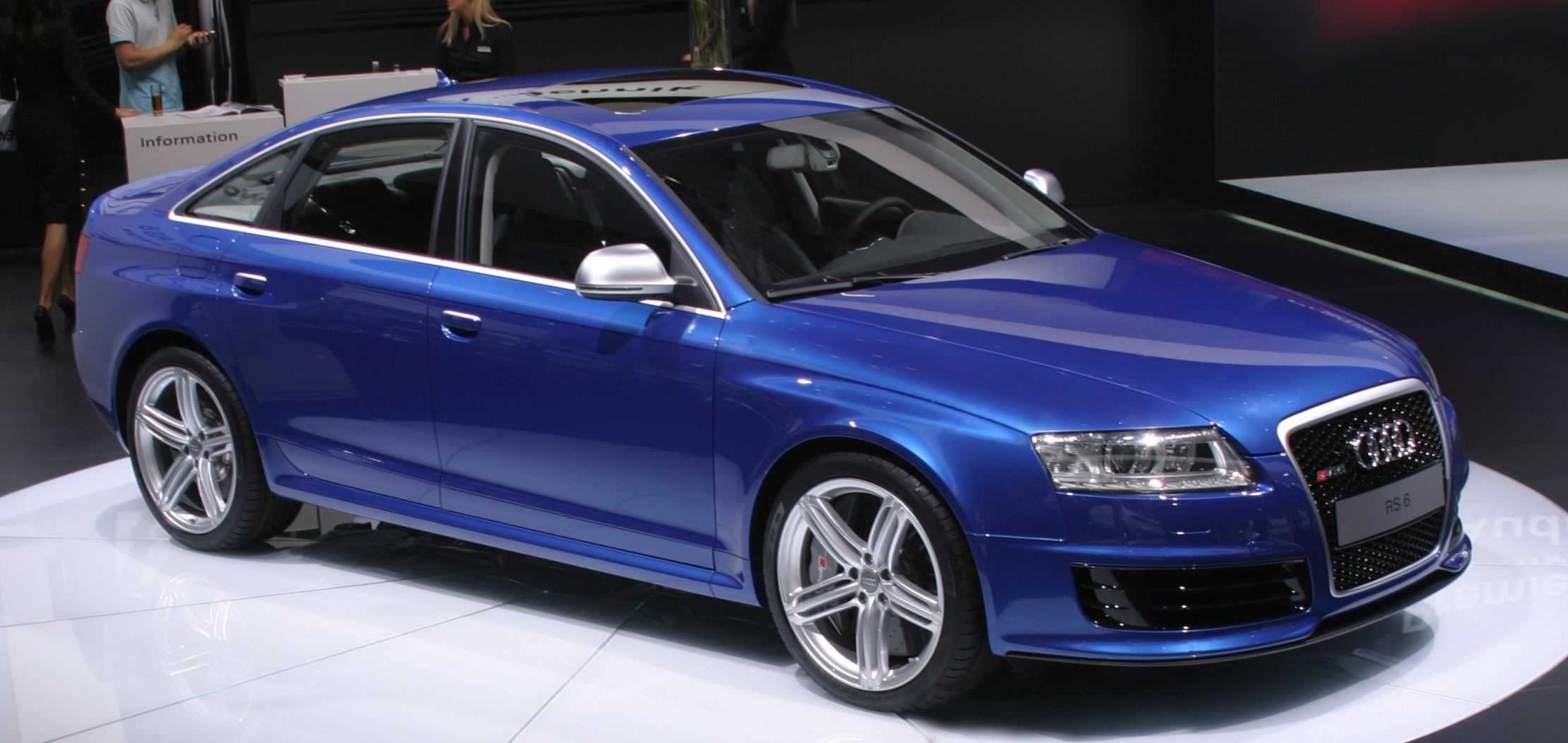
RS 6 Sedan C6 2008 — 2010
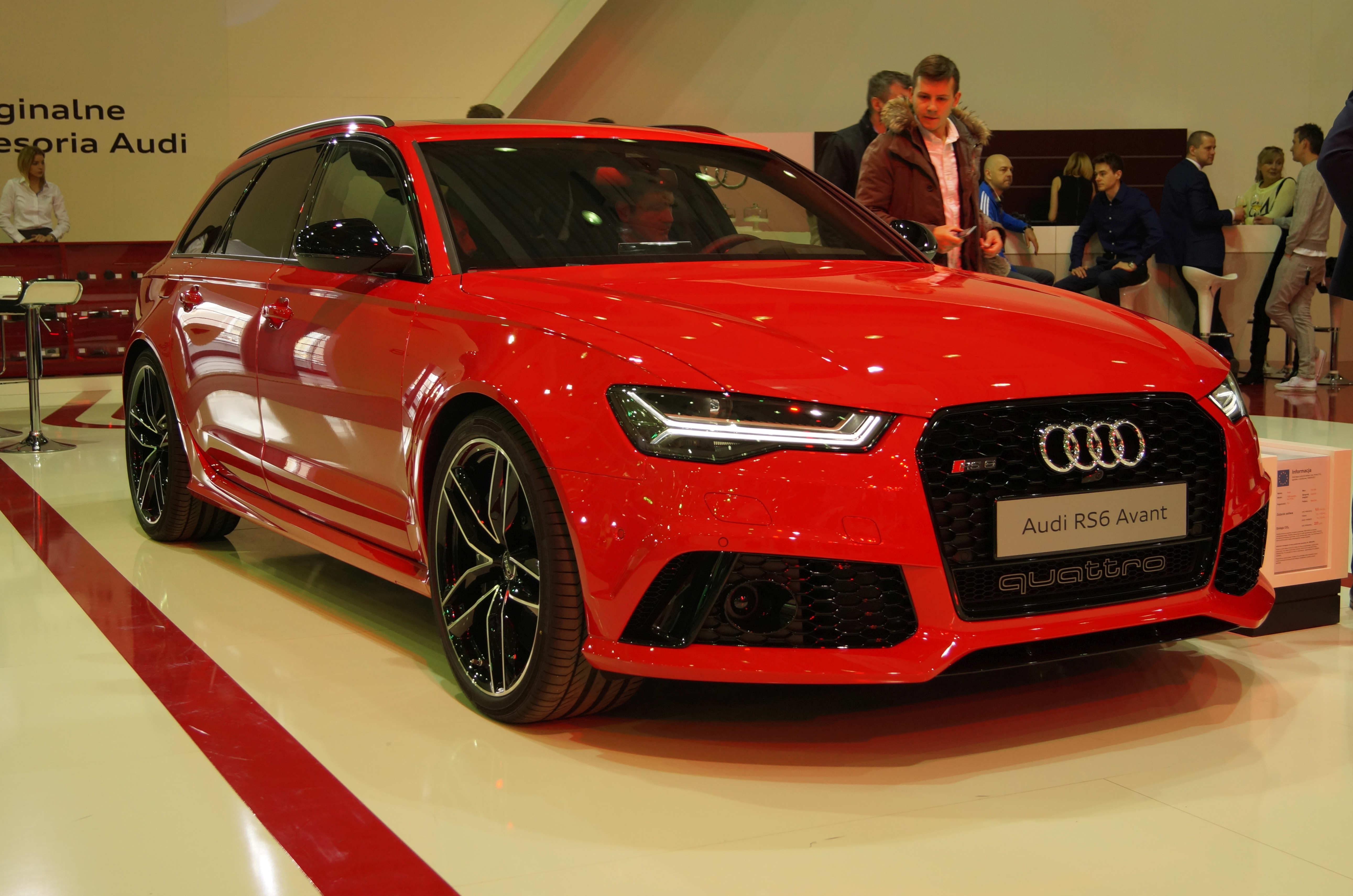
RS 6 Avant C7 2013 — 2019
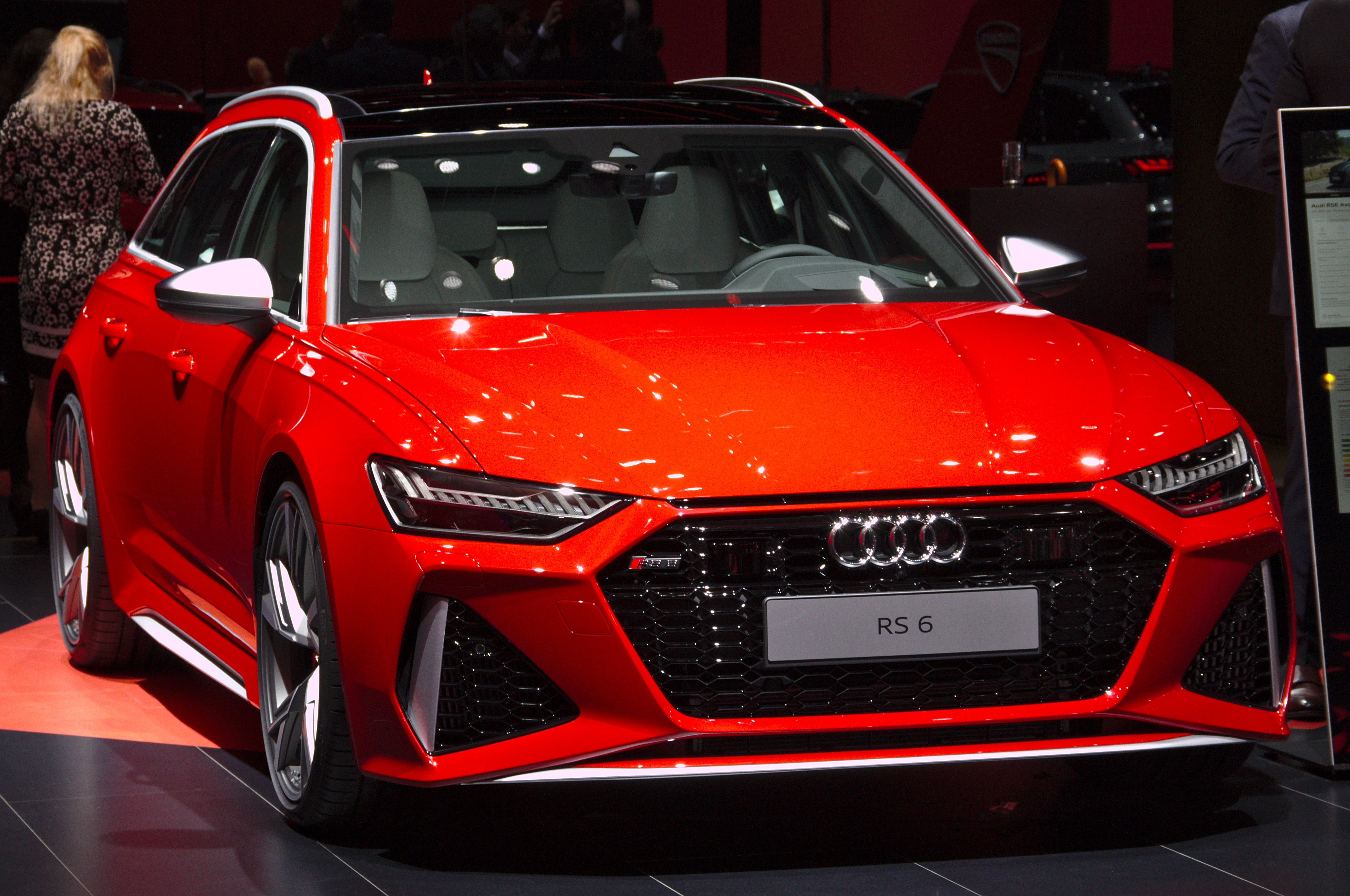
RS 6 Avant C8 2020 — ...

## Audi A6 e-tron
Основная статья: Audi A6 e-tron
В связи с новой политикой компании Audi и очередной маркетинговой стратегией, автомобили с ДВС будут выпускаться под маркировкой нечетных чисел, когда как электромобили будут носить четные номерование. Таким образом новое поколение модели А6 с ДВС переезжает на маркировку А7. 
31 июля 2024 года Audi представила новый A6 e-tron, который как и презентовали, стал электрокаром. Доступны два варианта кузова Sportback (лифтбек) и Avant (универсал). Заказать автомобили можно с сентября 2024 года. Цена на момент старта продаж составит 75 600 евро.
Салон автомобиля повторяет интерьер кроссовера Audi Q6 e-tron и нового Audi A5 2024 г.в. , он оснащен 12,9-дюймовой цифровой панелью приборов, которая дополнена 10,9-дюймовым дисплеем мультимедиа и аналогичным по диагонали опциональным экраном для переднего пассажира.
Батарея на 100 кВт*ч. Запас хода от 675 до 756 км.

## Безопасность
Автомобиль Audi A6 прошел тест Euro NCAP в 2018 году:
| Euro NCAP                                                         | Euro NCAP | Euro NCAP | Euro NCAP             |
| ----------------------------------------------------------------- | --------- | --------- | --------------------- |
| · общий рейтинг                                                   |           |           |                       |
| 93%                                                               | 85%       | 81%       | 76%                   |
| взрослый пассажир                                                 | ребёнок   | пешеход   | активная безопасность |
| Протестированная модель: Audi A6 40 TDI Sportline 4x2, LHD (2018) |           |           |                       |